# بابلو سيزار كانو
بابلو سيزار كانو (بالإسبانية: Pablo César Cano)‏ (ولد: 4 أكتوبر 1989 في ولاية مكسيكو، المكسيك - )؛ هو ملاكم محترف مكسيكي يصنف ضمن فئة وزن الوسط. حقق بطولة رابطة الملاكمة العالمية.

## المسيرة الاحترافية
من نزالاته:
- خسر أمام بولي ماليجناجي (20-10-2012).

## إحصائيات
خاض خلال مسيرته 41 نزالا، فاز في 32 وتعادل في 1 وخسر في 7. فاز بالضربة القاضية في 22 نزالا.

## روابط خارجية
- بابلو سيزار كانو على موقع بوكس ريك (الإنجليزية) (registration required)